# Bruno Gonçalo Fernandes Silva
 Bruno Gonçalo Fernandes Silva (sinh ngày 4 tháng 5 năm 1991, ở Faro).
Hiện tại anh thi đấu ở vị trí hậu vệ cho Almancilense tại Campeonato de Portugal.
Anh gia nhập Almancilense từ Martimo theo dạng chuyển nhượng tự do vào mùa hè năm 2015. Từ lúc đó, anh thi đấu 18 trận cho câu lạc bộ, ghi 2 bàn thắng.

## Sự nghiệp bóng đá
Ngày 30 tháng 11 năm 2014, Silva có màn ra mắt cho Marítimo B trong trận đấu tại Giải bóng đá hạng nhất quốc gia Bồ Đào Nha 2014–15 trước Santa Clara.